# علاج طبيعي

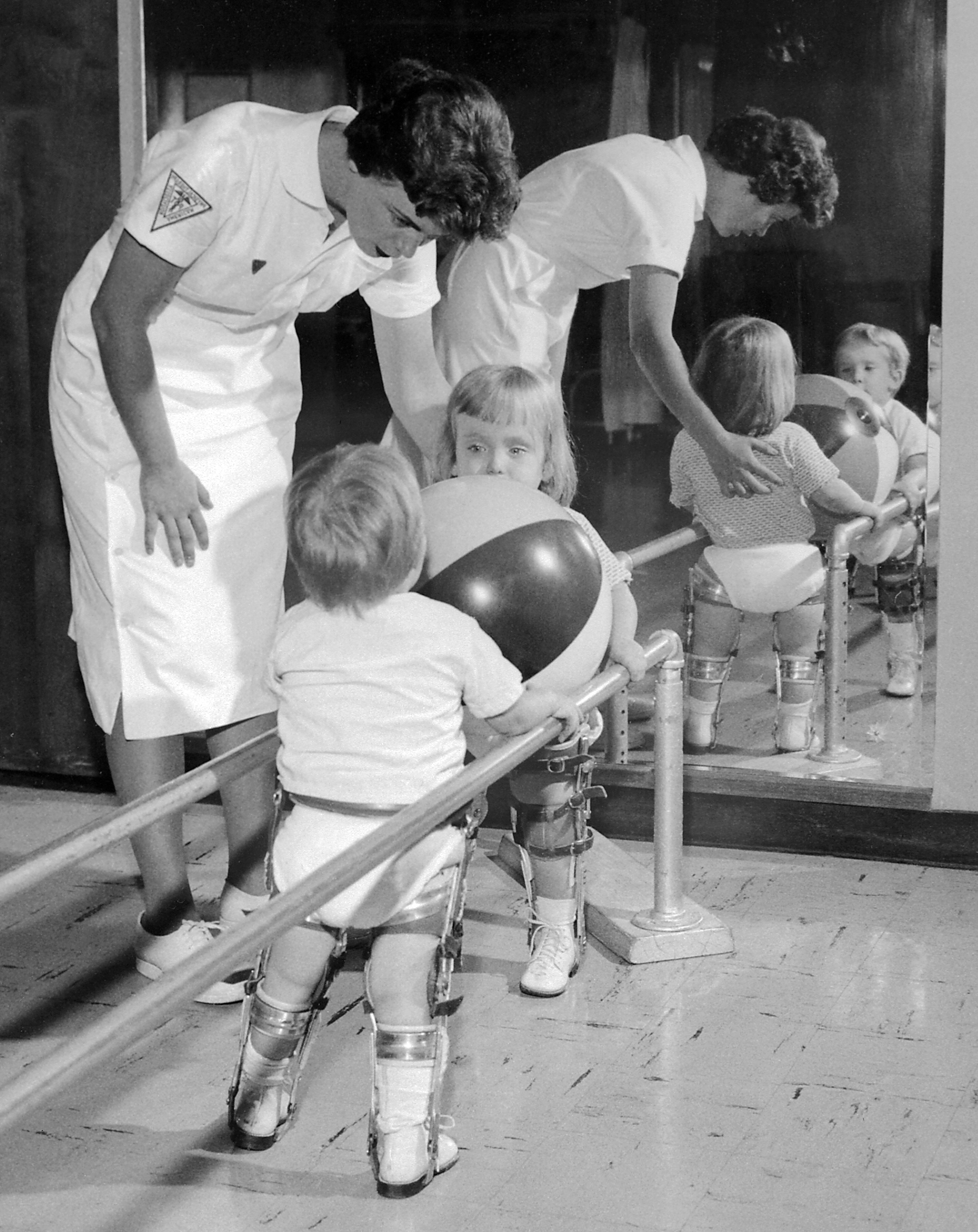
طبيبة علاج طبيعي في الخمسينات من القرن العشرين تساعد طفلين مصابين بشلل الأطفال بالإمساك بالدرابزين لتدريب أطرافهم السفلية.

العلاج الطبيعي أو العلاج الفيزيائي أحد فروع الطب يقدم خدمات للأفراد من أجل علاج الحالات المرضية بالطرق الطبيعية والفيزيائية ويعمل على تطوير الحركة والحفاظ عليها واعادتها إلى الحد الأقصى والقدرة الوظيفية في جميع مراحل الحياة، ويعمل على إضافة الأمل للحالات العلاجية. يشمل أيضا فحص وتقييم الحالة المرضية بالكامل، بالإضافة إلى تقديم الخدمات في الظروف التي تكون فيها الحركة مهددة بسبب الشيخوخة أو الإصابات أو الأمراض أو العوامل البيئية.
يهتم العلاج الفيزيائي بتحديد وتحسين جودة الحياة وإمكانية الحركة ضمن مجالات الوقاية والعلاج، والتأهيل.كل مرض أو حاله لها أهداف تختلف عن الأخرى وقد يكون أيضا تحسين كفاءة بعض الأجهزة. وينطوي العلاج الفيزيائي على التفاعل بين أطباء العلاج الفيزيائي والمرضى وغيرهم من المهنيين الصحيين والأسر ومقدمي الرعاية والمجتمعات المحلية في عملية حيث يتم تقييم إمكانية الحركة وتقييم المرض أو الإصابة والأهداف المتفق عليها، باستخدام المعارف والمهارات الفريدة للعلاج الفيزيائي ويمارس العلاج الفيزيائي طبيب علاج فيزيائي متخصص.
يستخدم المعالج الفيزيائي تاريخ الفرد والفحص البدني للوصول إلى التشخيص ووضع خطة العلاج، وعند الضرورة، يدرجون نتائج الدراسات المختبرية والتصوير. ويمكن أيضاً استخدام الاختبار الكهربائي (مثل التخطيط الكهربائي للعضلات واختبار سرعة التوصيل العصبي).
وللعلاج الفيزيائي العديد من التخصصات منها طب القلوب، وطب المسنين وطب الأمراض العصبية، وجراحة العظام وطب الأطفال. يعمل أطباء العلاج الفيزيائي في العديد من الأماكن، مثل العيادات الخارجية أو المكاتب، ومرافق إعادة التأهيل للمرضى الداخليين، ومرافق الرعاية الممتدة والمنازل الخاصة، والتعليم، والمراكز البحثية والمدارس ودور العجزة، وأماكن العمل الصناعية أو غيرها من البيئات المهنية.
وتختلف المؤهلات التعليمية اختلافاً كبيراً باختلاف البلد. على مدى يتراوح التعليم من بعض البلدان التي لديها القليل من التعليم النظامي إلى أخرى تتطلب شهادات الماجستير أو الدكتوراه.

## التاريخ
يعتقد أن الأطباء مثل أبقراط وبعده جالينوس كانوا هم أول من مارسوا العلاج الفيزيائي، والتدليك، وتقنيات العلاج اليدوي والعلاج بالماء لعلاج الناس في عام 460 قبل الميلاد [تحقق من المصدر]. وخرجت كلية العلاج الطبيعي في جامعة أوتاجو في نيوزيلندا في عام 1913،، والولايات المتحدة 1914 كلية ريد في بورتلاند بولاية أوريغون، «مساعدو إعادة التأهيل.»
وحفزت البحوث حركة العلاج الفيزيائي، حيث نشر أول بحث في العلاج الفيزيائي في الولايات المتحدة في مارس 1921، في #دورية اطباء العلاج الطبيعي. في العام نفسه، نظمت ماري ماكميلان جمعية العلاج الطبيعي (التي تسمى الآن جمعية العلاج الطبيعي الأمريكية (APTA)). في عام 1924، شجعت مؤسسة جورجيا وارم سبرينجس المجال بالترويج للعلاج الطبيعي كعلاج لمرض شلل الأطفال
وكان يتألف العلاج في الأربعينات في المقام الأول من التمرين الرياضي، والتدليك، والسحب. بدأت تمارس الإجراءات اليدوية للعمود الفقري، وخصوصا في بلدان الكومنولث البريطاني، في أوائل الخمسينات. في وقت لاحق من ذلك العقد، بدأ العلاج الطبيعي في تجاوز الممارسة في المستشفى، إلى المرضى الخارجيين في عيادات العظام، والمدارس العامة والكليات / الجامعات، وضبط الشيخوخة (مرافق التمريض الماهر) ومراكز إعادة التأهيل والمستشفيات والمراكز الطبية.
تخصص لعلاج طبيعي في الولايات المتحدة وقعت في عام 1974، مع قسم جراحة العظام في APTA التي يجري تشكيلها لتلك العلاج الفيزيائي المتخصص في جراحة العظام. في نفس العام، تم تشكيل الاتحاد الدولي لجراحة العظام مناور العلاج، التي لعبت دورا هاما في دفع عجلة العلاج اليدوي في جميع أنحاء العالم منذ ذلك الحين.

## التعليم
أدرك الاتحاد العالمي للعلاج الطبيعي حقيقة أن هناك تنوع كبير في المجالات الاجتماعية والبيئات الاقتصادية والثقافية والسياسية في تدريس اطباء العلاج الفيزيائي في جميع أنحاء العالم. وأوصى الاتحاد العالمي للعلاج الفيزيائي بأن تستند دراسة العلاج الطبيعي الدخول في مستوى من البرامج التعليمية على أن تكون الجامعية أو على مستوى الدراسات الجامعية، لمدة لا تقل عن أربع سنوات. وقد أستحدثت العديد من البرامج الدراسية التي تهدف إلى الارتقاء بمستوى العلاج الطبيعي مثل برنامج دكتور العلاج الطبيعي (DPT) والذي بات من أهم متطلبات ممارسة المهنة بالولايات المتحدة الأمريكية وقد بدأت بعض الدول العربية في تنفيذ هذا البرنامج.
وتتكامل البرامج التعليمية لأطباء العلاج الطبيعي بين النظرية والممارسة، مع تواصل التعلم. ويبدأ هذا مع قبول معتمد لبرنامج العلاج الطبيعي وتنتهي مع التقاعد من الممارسة الفعلية.
وبالتالي، فإن الهدف العام من البرامج المهنية التعليمية للعلاج الفيزيائي هو تثقيف أطباء العلاج الطبيعي، وإكسابهم المهارات والقدرة على التواصل مع باقي أعضاء الفريق الطبي والمرضي والتكيف مع الواقع المهني الجديد لمهنة العلاج الفيزيائي، واكتساب القدرة علي التفكير النقدي والتعلم مدى الحياة، والقيم الأخلاقية، وإصدار أحكام مستقلة بشأن المريض / احتياجات العميل.

## مجالات التخصص
لأن مجال معرفة العلاج الفيزيائي كبير جداً، يتخصص بعض أطباء العلاج الفيزيائي في مجال سريرية محددة. في حين أن هناك العديد من أنواع مختلفة من العلاج الفيزيائي،، أنشأ المجلس الأمريكي لتخصصات العلاج الفيزيائي قائمة سبع شهادات متخصصة، منها العلاج الطبيعي الرياضي والعلاج السريري الكهربي. وأكثر ستة مجالات تخصص الأكثر شيوعاً في جميع أنحاء العالم في العلاج الفيزيائي، هي:

### القلب والجهاز التنفسي
يستخدم العلاج الطبيعي للقلب والأوعية الدموية الرئوية وإعادة التأهيل لعدد كبير من الأفراد الذين يعانون من اضطرابات القلب، أو أولئك الذين لديهم عملية جراحية في القلب أو الرئتين.

### الشيخوخة وكبار السن
يغطي العلاج الطبيعي للشيخوخة مساحة واسعة من القضايا المتعلقة بالمسنين. هناك العديد من الظروف التي تؤثر على كثير من الناس عندما يكبرون في السن، وتشمل ولكنها لا تقتصر على ما يلي: التهاب المفاصل وهشاشة العظام والسرطان ومرض آلزهايمر، واستبدال مفصل الورك، واضطرابات في التوازن، وسلس البول، الخ.
ويساعد العلاج الفيزيائي للشيخوخة المتضررين من مثل هذه المشاكل في وضع برنامج متخصص للمساعدة على استعادة الحركة والحد من الألم وزيادة مستويات اللياقة البدنية.

### علم الأعصاب
العلاج الفيزيائي العصبي هو مجال يركز على العمل مع الأفراد الذين لديهم اضطرابات أو أمراض عصبية. وهذه تشمل داء ألزهايمر واعتلال الأعصاب الحركية وإصابات الدماغ والشلل الدماغي والتصلب المتعدد والشلل الرعاشي وإصابات الحبل الشوكي والسكتة الدماغية.

### العظام
العلاج الفيزيائي يساعد على تأهيل المرضى بعد العملية كالكسور واصابات الملاعب مثل الرباط الصليبي ويساعد على علاج الروماتزوم وخشونة المفاصل واسترخاء العضلات لدى كبار السن.

### طب الأطفال
يساعد العلاج الفيزيائي للأطفال في الكشف المبكر عن المشكلات الصحية ويستخدم مجموعة واسعة من الطرق لعلاج الاضطرابات الأطفال. ويتخصص هؤلاء المعالجين في تشخيص وعلاج، وإدارة للرضع والأطفال والمراهقين ومع مجموعة متنوعة من الأمراض الخلقية والتنموية والعصبية والعضلية والعظمية، أو الاضطرابات المكتسبة. تركز العلاجات على التحسين العام والتوازن والتنسيق، والقوة والتحمل وكذلك التكامل الإدراكي والحسي. يمكن أن الأطفال الذين يعانون من تأخر في النمو، الشلل الدماغي، والسنسنة المشقوقة، أو تشوهات الرقبة، أن يعالجوا عن طريق أطباء العلاج الفيزيائي للأطفال.